# Сливер (филм)
Сливер (енгл. Sliver) амерички је еротски трилер филм из 1993. године у режији Филипа Нојса, по сценарију Џоа Естерхаса. Главне улоге тумаче: Шерон Стоун, Вилијам Болдвин и Том Беринџер.

## Радња
Наоми Сингер се враћа у свој стан у Сливер Хајтсу и излази на балкон. У то време, мушкарац у јакни са капуљачом отвара њен стан, тихо одлази на балкон, грли Наоми, она га гледа и осмехује се. Странац почиње да је тресе и баца је са балкона.
Млада жена, Карли Норис, која ради као уредница у једној издавачкој кући, жури да се састане са продавцем некретнина који јој нуди да купи празан стан у престижном њујоршком стану Сливер Хајтс.
Након прегледа стана, враћа се у канцеларију. Њена помоћница и пријатељица уредница Џуди притрчава јој и покушава да убеди Карли да изађе и забави се. Али Карли се недавно развела од свог мужа након пропалог седмогодишњег брака. Продавац за некретнине је зове у канцеларију и обавештава да је власник зграде одобрио њену молбу и да за недељу дана може да се пресели у нови стан. Карли је помало изненађена што је одобрење прошло пребрзо.
Карли сели своје ствари у нови стан. Отвара врата испред ње и помаже да се пренесу ствари у стан Зика Хокинса, који такође живи у овој кући. Увече, истог дана, састаје се у ресторану са главним уредником, који покушава да Карли споји са писцем Џеком Ленсфордом. Џек прилази њиховом столу и отворено флертује са Карли, испоставило се да и он живи у Сливер Хајтсу.
У продавници прекопута, Карли упознаје слатког старца, Гаса Хејла, који живи у суседству. Разговарају и он каже да је веома слична Наоми - жена која је некада живела у свом стану, искочила је са балкона.
Тако сазнаје да су неке од жена које су живеле у овој кући убијене, а полиција сумња да у кући живи серијски убица. Карли и Зик започињу бурну аферу, али жена не зна да Зик тајно посматра све становнике куће, укључујући и саму Карли, кроз скривене камере. Почиње да сумња да је један од њена два суседа, Зик или Џек, исти серијски убица, а Карли би могла постати његова следећа жртва.

## Улоге
| Глумац            | Улога              |
| ----------------- | ------------------ |
| Шерон Стоун       | Карли Норис        |
| Вилијам Болдвин   | Зик Хокинс         |
| Том Беринџер      | Џек Лендсфорд      |
| Мартин Ландау     | Алекс Парсонс      |
| Поли Вокер        | Вида Ворен         |
| Колин Кемп        | Џуди Маркс         |
| Аманда Форман     | Саманта Мур        |
| Нина Фош          | госпођа МекЕвој    |
| Си-Си-Ејч Паундер | Викторија Хендрикс |
| Џим Бивер         | детектив Ајра      |